# Tipula (Lunatipula) cretis
Tipula (Lunatipula) cretis is een tweevleugelige uit de familie langpootmuggen (Tipulidae). De soort komt voor in het Palearctisch gebied.